# 宮脇幸助
宮脇 幸助（みやわき こうすけ、1894年（明治27年）10月26日 - 1983年（昭和58年）8月17日）は、大日本帝国陸軍軍人。最終階級は陸軍少将。兵科は歩兵科。

## 経歴
1894年（明治27年）に熊本県で生まれた。陸軍士官学校第28期卒業。1941年（昭和16年）3月1日に陸軍大佐に進級し、10月15日に歩兵第213連隊長（第15軍・第33師団・第33歩兵団）に着任。太平洋戦争開戦後はビルマ攻略戦に出征した。1944年（昭和19年）2月24日に第43師団司令部附となり、4月20日に留守第3師団司令部附に転じた。
1945年（昭和20年）2月12日に仙台陸軍予備士官学校長に就任し、6月10日に陸軍少将に進級した。終戦後の8月27日に西部憲兵隊鹿児島地区憲兵隊長に就任し、10月18日に熊本連隊区司令官に転じた。